# Richard Séguin
Cet article concerne l'auteur-compositeur québécois. Pour l'historien français du 19e siècle, voir Richard Seguin (historien). Pour les homonymes, voir Seguin.
Richard Séguin est un auteur-compositeur-interprète et graveur québécois né le 27 mars 1952 à Pointe-aux-Trembles (maintenant Montréal), Québec.

## Biographie

### Les NochersetLa Nouvelle Frontière
Dans les années 1960, Richard Séguin et sa sœur Marie-Claire se produisent d'abord avec les groupes Les Nochers et La Nouvelle Frontière (1969-1971). Avec La Nouvelle Frontière, il publiera 2 albums studio qui seront produits en 1970, le premier éponyme et le second L'hymne aux quenouilles. À 18 ans, Richard achète de Claude Gauthier sa première vraie guitare, une Martin douze cordes. Puis, après la dissolution du groupe La Nouvelle Frontière, Robert Letendre, l’auteur-compositeur du groupe, encourage les jumeaux Richard et Marie-Claire à poursuivre leur carrière. C'est le début du duo Les Séguin. Après avoir quitté Montréal et habité trois ans dans la région de Magog, il apprend que des terres sont à vendre dans le coin de Saint-Venant-de-Paquette. Richard Séguin s'y installe avec sa compagne en 1972.

### Séguin
Ils réaliseront quatre albums studio en cinq ans. Séguin (1972) En attendant (1974), Récolte de rêves (1975) et Festin d’amour (1976). Dès ses débuts, le duo assure la première partie du spectacle de Gilles Vigneault au Théâtre le Patriote, et participe avec Joni Mitchell et Peter, Paul and Mary au spectacle-bénéfice Amishqua pour la défense des droits de la nation crie de la Baie James. Ils y chantent Som Séguin, leur première composition pour dénoncer l’humiliante tutelle subie par les Amérindiens. Les Séguin en phase avec le Flower Power parlent d’écologie, du retour à la terre, dénoncent les injustices, plaident pour le désarmement et souhaitent plus de solidarité sociale.
En 1977, après être tous les deux devenus parents pour la première fois, les jumeaux décident d'un commun accord de mettre fin à leur duo.

### Fiori-Séguin
Richard Séguin entreprend alors un nouveau volet de sa carrière en s'impliquant avec Serge Fiori, l'ex-chanteur du groupe Harmonium, dans un projet d'envergure qui prend la forme de l'album Deux cents nuits à l'heure en 1977. L'industrie musicale québécoise ne tarde pas à reconnaître leur travail. Lors du tout premier gala de l’ADISQ, en 1979, le duo remporte les Félix d'auteur-compositeur-interprète de l'année ainsi que le microsillon de l’année. L'album se vendra à plus de 100 000 exemplaires et ce chiffre doublera après quelques années.

### Carrière solo
En 1979, à 27 ans, Richard Séguin commence sa carrière solo. Sur son album éponyme qui paraît la même année, l'artiste revient à des chansons plus dépouillées comme La rivière, qui sera suivi de nombreux classiques de la nouvelle chanson québécoise. En 1980, il se fait interprète et consacre un album entier aux textes de la romancière et poète Louky Bersianik. Trace et contraste, son deuxième album solo, reçoit de nombreux prix dont trois au Festival de Spa pour Chanson pour durer toujours.
L'album Double vie recueille deux Félix au gala de l'ADISQ de 1986. L'année suivante, le Colloque Radio-Activité souligne une présence de cinquante semaines consécutives sur la liste des meilleurs vendeurs québécois.
En 1991, Richard Séguin et son équipe reprennent la route pour un nouveau périple aux quatre coins du Québec, dont témoignent un document vidéo intitulé Sous un ciel immense et l'album Vagabondage. Il se fait aussi alors producteur pour son ami J.F. Lamothe dont il produit et réalise avec Claire Pelletier et Pierre Duchesne La rose des sables. En 1994, il s'accorde une année quasi sabbatique, hormis sa participation à l'événement et au disque La Symphonie du Québec.
Au gala de l’ADISQ en 2001, Richard Séguin reçoit le Félix du meilleur album folk contemporain pour Microclimat sorti l'année d'avant.
En 2002, il réalise sa première exposition comme graveur à la galerie Art-Inter.
En 2003, c'est la sortie de l'album Solo. C'est également la sortie du livre Au pied des peupliers.
En 2004, il part en tournée à travers le Québec et l'Acadie. Il participera au Festival international de la Chanson de Granby ainsi qu'à la ChantEauFête de Charlevoix.
En 2005, Richard Séguin participe à l'Opéra Nelligan.
En 2006, l'auteur-compositeur-interprète revient à l'avant-scène avec un nouvel album intitulé Lettres Ouvertes. C'est aussi la première édition de La Grande Nuit de la Poésie de Saint-Venant dans son village d'adoption, Saint-Venant-de-Paquette.
En 2007, il s'ensuit la tournée Lettres Ouvertes, une participation au spectacle pour la Fondation Dédé-Fortin, au Festival en Chanson de Petite-Vallée ainsi qu'au Correspondance d'Eastman.
L'année 2008 est marquée par deux participations à des collectifs. Sur l’album Douze hommes rapaillés sur lequel il interprète Pour retrouver le monde et l'amour et à l’album Hommage à Félix Leclerc où il interprète la pièce Présence. Richard Séguin expose à nouveau ses gravures, cette fois, à la Maison de la culture Marie-Uguay.
En 2009, il est récipiendaire du prix Napoléon-Aubin reçu lors du Gala des Patriotes organisé par le Rassemblement pour un pays souverain (RPS). En juin, il participe au spectacle Blues, blanc, rouge dans le cadre du festival Présence autochtone ainsi qu'au grand spectacle de la Fête nationale sur les Plaines à Québec. En août, il est à Montréal pour le spectacle 12 hommes rapaillés dans le cadre des FrancoFolies de Montréal, et à Québec où il se joint à plus de 400 choristes pour le spectacle Séguin et le grand chœur présenté deux soirs au Grand Théâtre de Québec. Deux autres représentations sont données en octobre, l'une au Théâtre du Palais municipal de Saguenay, l'autre à la salle Wilfrid-Pelletier de la Place des Arts à Montréal. Cette suite de concerts propose 21 chansons du répertoire de l'auteur-compositeur-interprète.
En 2010, c'est la sortie de l’album Séguin et le Grand Chœur enregistré en tournée l'année précédente. Il participe à l’album de Marjo et ses Hommes, Doux. On lui remet le Prix Sylvain-Lelièvre de la SPACQ pour Carrière exceptionnelle d’auteur-compositeur. Les chansons, Aux portes du matin, et Pleure à ma place deviennent maintenant des Classiques de la SOCAN. Il enregistre Compagnons des Amériques pour le deuxième volume de 12 Hommes Rapaillés. Il réalise un enregistrement au profit des pêcheurs louisianais avec Zachary Richard. Il prend part au tournage pour la série documentaire : Naufragés des villes. Il fait partie du spectacle soulignant les 100 ans du quotidien Le Devoir au Métropolis. En novembre, il prend part à la manifestation des artistes à Ottawa contre le projet de loi C-32 sur les droits d’auteur,.
En 2011, les chansons Avec toi, Les Bouts de papier, Sous les cheminées deviennent des Classiques de la SOCAN pour avoir joué au moins 25 000 fois à la radio canadienne depuis leur lancement, tout comme Ça fait du bien de Fiori-Séguin. Il participe à l’album Retrouvailles 2 de Gilles Vigneault où il interprète J’ai planté un chêne accompagné de l’ensemble de guitares Forestare. Le 15 mars, il lance l'album Appalaches, ce qui mènera à la tournée de Colères et d’espoir. Le spectacle aux Francofolies de Montréal sera immortalisé sur dvd pour le coffret Ma Demeure. Au cours de l'année, il prend de nouveau la route pour la tournée des 12 Hommes rapaillés. C'est également le vernissage de l’exposition de gravure au Musée régional de Vaudreuil-Soulanges en compagnie de Denis Charrette, artisan sculpteur. Tournée de Colères et d’espoir. C'est également le vernissage de l’exposition de gravure au Musée régional de Vaudreuil-Soulanges en compagnie de Denis Charrette, artisan sculpteur. En juin, il participe au spectacle de Vincent Vallières aux FrancoFolies de Montréal. En octobre, il présente son spectacle De colères et d’espoir en ouverture des Coup de cœur Francophone à l’Astral. Il prend part au spectacle bénéfice avec Samian en soutien au projet Wapikoni mobile au Club Soda. Il devient porte-parole d’Espace Musique pour promouvoir le lancement du coffret 75 ans, 75 chansons.
En janvier 2012, il devient porte-parole Semaine de la chanson de Gatineau. Il prend part au spectacle bénéfice du Théâtre Parminou. Au mois de juin, il rejoint ses camarades des 12 Hommes Rapaillés pour le spectacle aux FrancoFolies de Montréal. C'est aussi le vernissage et dévoilement de la gravure Ift de guit dans le cadre du Festival de Jazz de Montréal. Il présente son spectacle De colères et d’espoir dans le cadre des Correspondances d'Eastman. Chansons internationales présente la 10e édition du Grand Chœur avec Richard Séguin, Paul Piché, Laurence Jalbert, Michel Rivard et Daniel Lavoie. Il en nominations au gala de l’ADISQ 2012 (spectacle de l’année, sonorisation, conception éclairage et mise en scène). Au cours de l'année, chez Spectra musique, c'est la sortie du coffret Anthologie Ma demeure qui souligne ses 40 années de chanson.
En 2013, le coffret Ma demeure, se mérite le Félix de la meilleure anthologie au Gala de l’ADISQ 2013.
En 2014, Il se consacre à l’écriture d’une œuvre consacrée à Walden de Henry David Thoreau.
En 2016, il revient avec un nouvel album et une nouvelle tournée Les horizons nouveaux. L’auteur-compositeur est entouré de ses amis guitaristes Hugo Perreault à la réalisation, Simon Godin qui collabore aux arrangements et de Myëlle au violoncelle. Les quatre musiciens se retrouvent pour la tournée qui se poursuit jusqu'en 2017. Sur ce disque, il invite Vincent Vallières et Patrice Michaud sur la chanson Roadie et le groupe mauricien Bears of Legend sur Quand on ne saura plus chanter qui ouvre le disque. Richard Séguin participe au projet d'Alexandre Belliard, Légendes d'un peuple, et interprète avec Daniel Boucher la pièce Quelque chose comme un grand peuple sur l'album Légendes d'un peuple - Œuvres choisies - Tomes I à V. Le 12 septembre 2016 au Métropolis, lors du Gala de la SOCAN, le prix Excellence est remis à Richard Séguin.
En 2018, après quatre ans de travail, il lance l'album Retour à Walden - Sur les pas de Thoreau, en collaboration avec Jorane, Normand D'Amour et Élage Diouf.
Richard Séguin annonce son retour avec un nouvel album, Les liens les lieux, le 9 septembre 2022. Le premier extrait est intitulé Habité.
En compagnie de Florent Volant, Richard Séguin est nommé porte-parole pour l'édition 2023 du Festival en chanson de Petite-Vallée. Il agit pour la troisième fois invité à titre d’artiste passeur.
En 2023, au gala de l'ADISQ, l'album Les liens les lieux remporte le Félix de l'album folk de l'année.

## Implication sociale
Ses chansons revendiquent la quête de justice et de paix, de l’identité et du pays. Une démarche humanitaire où se mêlent tendresse et colère. Pleinement conscient du rôle social qu'un artiste doit jouer dans la société, Richard Séguin endosse plusieurs causes comme l’alphabétisation, les fondations Eau Secours! et Carrefour pour Elle. Il est également membre des Artistes pour la paix.

### Les Amis du patrimoine de Saint-Venant-de-Paquette
Les Amis du patrimoine de Saint-Venant-de-Paquette est une organisation à but non lucratif née de la petite communauté d'une centaine d'habitants. Après avoir fêté le cent-vingt-cinquième anniversaire de la paroisse en 1987, les villageois décidèrent d'entamer des travaux de restauration et de mise en valeur de patrimoine religieux et paysager. L’ex-comité du cent-vingt-cinquième, avec l’implication de Richard Séguin et de plusieurs de ses contemporains, réussirent à amasser plusieurs centaines de milliers de dollars qui servirent à la restauration et la mise en place des différentes structures.

#### Le Sentier poétique
Le Sentier poétique est né en 1998 d'une idée de Richard Séguin, imaginée entre autres avec plusieurs résidents qui se sont joints à l'artiste dont des professeurs en horticulture, René Deschênes et Guy Laliberté et de leurs élèves, qui a pour but d’inscrire dans le paysage du village de Saint-Venant-de-Paquette l'âme des mots. Ainsi, poètes et professeurs de poésie, horticulteurs, artistes en arts visuels, agriculteurs, sculpteurs, producteurs forestiers, architectes travaillent ensemble afin de créer une expérience artistique et spirituelle. On y découvre les plus grands poètes des Cantons-de-l’Est et du Québec comme Alfred DesRochers, Gaston Miron, Félix Leclerc, Alain Grandbois, Émile Nelligan, Michel Garneau, à travers des aménagements mariant des arbres et des arbustes à des sculptures, des roches et des poèmes. L'idée voit finalement le jour en 2002.
Richard Séguin décrit le projet dans ces mots: «Nous voilà donc 30 autour de la table de la salle communautaire du village, avec des rires, du bonheur, des outils et des rêves. On prépare la place pour accueillir les mots des poètes. L’un connaît le secret des jardins, l’autre le passé de la pierre, l’un sait planter des arbres, l’autre possède le don de déplacer la terre. Rencontre concrète des forces vives de la région, des bras, du cœur, la connaissance des plantes, les dessins sur le coin de la table, le travail des femmes, des hommes et des enfants. Défricher, planter, semer, marcher, imaginer.»

##### Grande Nuit de la Poésie de Saint-Venant
Faisant écho à la Nuit de la Poésie du 27 mars 1970, la première édition de la Grande Nuit de la Poésie de Saint-Venant s'est déroulée en septembre 2002 jusqu'en 2008. L'organisation prend une pause en 2008 avec le départ de la directrice artistique Nathalie Watteyne. En 2016, à l'invitation de Richard Séguin et des Amis du patrimoine, David Goudreault, travailleur social, et Jean-François Létourneau, enseignant en littérature, acceptent de reprendre le flambeau et de relancer l'événement en présentant plus d'une trentaine de poètes dans trois lieux différents. L'organisation atteint la parité entre poètes et poétesses. Cette biennale poétique attire maintenant un millier de personnes et plus d'une centaine d'artistes venus faire la promotion du sixième art.

## Discographie

### La Nouvelle frontière

#### Albums studio
- 1970 : La Nouvelle Frontière - Réédité en CD en 2003.
- 1970 : L'Hymne Aux Quenouilles - Idem

#### Compilation
- 2003 : La Nouvelle Frontière - Collection "Québec Love".

### Séguin

#### Albums studio
- 1973 : Séguin - Avec Gilles Valiquette.
- 1974 : En Attendant - Avec Gilles Valiquette, Richard Grégoire, Robert Alarie, etc.
- 1975 : Récolte De Rêves - Avec Guy Richer, Yves Cloutier, Richard Grégoire, Quentin Meek, Pierre Daigneault, etc.
- 1976 : Festin D'Amour - Avec Gilles Valiquette, Guy Richer, Yves Cloutier, Richard Grégoire, Quentin Meek, etc.

#### Compilation
- 1997 : La Collection Emergence - 2 CD

### Fiori-Séguin
- 1978 : Deux cents nuits à l'heure (CBS)

1. Deux cents nuits à l'heure
2. Ça Fait du bien
3. Illusion
4. Viens danser
5. Chanson pour Marthe
6. La Moitié du monde
7. La Guitare des pays d'en haut

## Collaborations
- 1972 : Chansons pour un café de Gilles Valiquette - Richard aux chœurs sur Où Es-Tu?, Tout Est Mieux Là-Haut, N'est-Ce Pas?, Dis-Lui Bonjour, Harmonica sur Chantons. Marie-Claire Séguin est aussi aux chœurs sur cet album.
- 1973 : Pessimiste d'Alexandre Zelkine - Richard aux chœurs avec Gilles Valiquette qui a aussi produit cet album.
- 1976 : Valiquette est en ville de Gilles Valiquette - Richard est aux chœurs avec Serge Fiori sur Un, Merci Mon Dieu et Mes Amis S'en Vont.
- 1978 : Vol de nuit de Gilles Valiquette - Richard et Marie-Claire Séguin aux chœurs avec Serge Fiori, Pierre Bertrand, Estelle Ste-Croix et Daniel Barbe sur tout l'album.
- 1996 : Ce qu'il reste de nous de Luce Dufault - Marc Chabot aux paroles et Richard Séguin à la musique[31].
- 2002 : Moi c'est Clémence que j'aime le mieux! de Renée Claude - Richard et Marie-Claire sur Les Bottes À Semelles Hautes et Le Géant. Gilles Valiquette est aussi sur cet album à la guitare synthétiseur et à l'harmonica.
- 2008 : 12 hommes rapaillés chantent Gaston Miron volume 1 - Pour retrouver le monde et l'amour
- 2010 : 12 hommes rapaillés chantent Gaston Miron volume 2 - Compagnon des Amériques
- 2015 : P.S. I Love Uke - Un hommage aux Beatles de Gilles Valiquette - Avec Patrick Norman, Bruce Huard, François Cousineau, Michel Normandeau, André-Philippe Gagnon et Francine Raymond. Richard aux chœurs sur All together now.
- 2020 : Débrise-nous de Luce Dufault. Paroles de David Goudreault et musique de Richard Séguin[32].

## Lauréats et nominations

### Gala de l'ADISQ

#### artistique
| Année | Catégorie                                            | Pour                                                                    | Résultat   |
| ----- | ---------------------------------------------------- | ----------------------------------------------------------------------- | ---------- |
| 1979  | disque de l'année / auteur-compositeur-interprète    | Deux cents nuits à l'heure (avec Fiori-Séguin)                          | lauréat    |
| 1979  | groupe de l'année                                    | Fiori-Séguin                                                            | lauréat    |
| 1979  | microsillon de l'année                               | Deux cents nuits à l'heure (avec Fiori-Séguin)                          | lauréat    |
| 1981  | interprète masculin de l'année                       | Richard Séguin                                                          | nomination |
| 1981  | microsillon de l'année/auteur-compositeur-interprète | Trace et contraste                                                      | nomination |
| 1985  | vidéoclip de l'année                                 | Double vie                                                              | nomination |
| 1986  | auteur et/ou compositeur de l'année                  | Richard Séguin pour Double vie                                          | lauréat    |
| 1986  | interprète masculin de l'année                       | Richard Séguin                                                          | nomination |
| 1986  | microsillon de l'année - rock                        | Double vie                                                              | lauréat    |
| 1986  | spectacle de l'année - musique et chansons rock      | Richard Séguin                                                          | nomination |
| 1986  | vidéoclip de l'année                                 | J'te cherche                                                            | nomination |
| 1987  | interprète masculin de l'année                       | Richard Séguin                                                          | nomination |
| 1987  | spectacle de l'année - musique et chansons rock      | Richard Séguin                                                          | nomination |
| 1988  | auteur-compositeur de l'année                        | Marc Chabot, Marie-Claire Séguin et Richard Séguin pour L'ange vagabond | nomination |
| 1988  | interprète masculin de l'année                       | Richard Séguin                                                          | nomination |
| 1988  | microsillon de l'année - pop/rock                    | Journée d'Amérique                                                      | lauréat    |
| 1989  | chanson populaire de l'année                         | Tu reviens de loin                                                      | nomination |
| 1989  | interprète masculin de l'année                       | Richard Séguin                                                          | nomination |
| 1989  | spectacle de l'année - rock                          | Journée d'Amérique                                                      | nomination |
| 1990  | chanson populaire de l'année                         | Et tu marches                                                           | nomination |
| 1990  | interprète masculin de l'année                       | Richard Séguin                                                          | nomination |
| 1992  | album de l'année - meilleur vendeur                  | Aux portes du matin                                                     | nomination |
| 1992  | album de l'année - pop/rock                          | Aux portes du matin                                                     | lauréat    |
| 1992  | auteur ou compositeur de l'année                     | Richard Séguin                                                          | nomination |
| 1992  | chanson populaire de l'année                         | Aux portes du matin                                                     | lauréat    |
| 1992  | interprète masculin de l'année                       | Richard Séguin                                                          | lauréat    |
| 1992  | spectacle de l'année - auteur-compositeur-interprète | Aux portes du matin                                                     | lauréat    |
| 1993  | chanson populaire de l'année                         | Sous les cheminées                                                      | nomination |
| 1993  | interprète masculin de l'année                       | Richard Séguin                                                          | lauréat    |
| 1994  | album de l'année - pop/rock                          | Vagabondage                                                             | nomination |
| 1994  | chanson populaire de l'année                         | Pleure à ma place                                                       | nomination |
| 1994  | interprète masculin de l'année                       | Richard Séguin                                                          | nomination |
| 1996  | album de l'année - pop/rock                          | D'instinct                                                              | nomination |
| 1996  | chanson populaire de l'année                         | Rester debout                                                           | nomination |
| 1996  | interprète masculin de l'année                       | Richard Séguin                                                          | nomination |
| 1996  | spectacle de l'année - auteur-compositeur-interprète | D'instinct                                                              | nomination |
| 2001  | album de l'année - folk contemporain                 | Microclimat                                                             | lauréat    |
| 2001  | spectacle de l'année - auteur-compositeur-interprète | Microclimat                                                             | nomination |
| 2007  | album de l'année - pop-rock                          | Lettres ouvertes                                                        | nomination |
| 2007  | interprète masculin de l'année                       | Richard Séguin                                                          | nomination |
| 2007  | spectacle de l'année - auteur-compositeur-interprète | Lettres ouvertes                                                        | nomination |
| 2009  | album de l'année - folk contemporain                 | Douze hommes rapaillés chantent Gaston Miron (avec artistes variés)     | nomination |
| 2010  | spectacle de l'année - interprète                    | Douze hommes rapaillés (avec artistes variés)                           | lauréat    |
| 2011  | album de l'année - folk contemporain                 | Appalaches                                                              | nomination |
| 2011  | interprète masculin de l'année                       | Richard Séguin                                                          | nomination |
| 2012  | spectacle de l'année - auteur-compositeur-interprète | De colère et d'espoir                                                   | nomination |
| 2016  | album de l'année - folk                              | Les horizons nouveaux                                                   | nomination |
| 2017  | spectacle de l'année - auteur-compositeur-interprète | Les horizons nouveaux                                                   | nomination |
| 2019  | album de l'année - folk                              | Retour à Walden, Richard Séguin sur les traces de Thoreau               | nomination |

#### industriel
| Année | Catégorie                                   | Pour                                                                            | Résultat   |
| ----- | ------------------------------------------- | ------------------------------------------------------------------------------- | ---------- |
| 1992  | metteur en scène de l'année                 | Richard Séguin pour Aux portes du matin                                         | nomination |
| 1992  | scripteur de spectacles de l'année          | Jean-Pierre Brouillé, Michel Lessard et Richard Séguin pour Aux portes du matin | nomination |
| 1994  | émission de télévision de l'année - chanson | Sous un ciel immense                                                            | nomination |
| 2004  | metteur en scène de l'année                 | Hélène Pednault et Richard Séguin pour Murmures                                 | nomination |
| 2004  | scripteur de spectacles de l'année          | Richard Séguin pour Murmures                                                    | nomination |
| 2007  | metteur en scène de l'année                 | Richard Séguin pour Lettres ouvertes                                            | nomination |
| 2007  | scripteur de spectacle de l'année           | Richard Séguin pour Lettres ouvertes                                            | nomination |
| 2012  | metteur en scène de l'année                 | Richard Séguin pour De colère et d'espoir                                       | nomination |
| 2017  | mise en scène et scénographie de l'année    | Jean-François Couture et Richard Séguin                                         | nomination |
| 2017  | scripteur de spectacle de l'année           | Richard Séguin                                                                  | lauréat    |

### Prix Juno[55]
| Année | Catégorie                       | Pour                | Résultat   |
| ----- | ------------------------------- | ------------------- | ---------- |
| 1993  | album francophone le plus vendu | Aux portes du matin | nomination |

## Honneurs
- 2023 : Compagnon de l'Ordre des arts et des lettres du Québec[56]
- 2025 : Nommé au Panthéon des auteurs et compositeurs canadiens[57].